# Sepoltura e gloria di santa Petronilla
(Johann Wolfgang Goethe, Italienische Reise - 1817)
La Sepoltura e gloria di santa Petronilla è un dipinto olio su tela (720×423 cm) del Guercino, datato 1623 e conservato nei Musei capitolini di Roma.

## Storia
Il dipinto fu commissionato al Guercino da papa Gregorio XV nel dicembre del 1621 per adornare l'altare dedicato a santa Petronilla posto all'interno della basilica di San Pietro, ove la grande tela fu collocata nel 1623.
La pala d'altare, proprio per la quanto mai prestigiosa destinazione, è senza dubbio la commissione più importante cui attese il Guercino negli anni che trascorse a Roma, città presso la quale si trasferì per volere dello stesso cardinale Alessandro Ludovisi, mecenate e mentore del Barbieri già in Emilia, allorché questi ascese al soglio pontificio.
La tela rimase nella sua originaria collocazione fino al 1730, quando fu sostituita da una copia in mosaico. Il quadro fu quindi portato al Quirinale ove nel 1797 le truppe d'occupazione napoleoniche lo requisirono e, con varie altre opere d'arte prese a Roma, lo inviarono al Louvre.
Dopo la Restaurazione il dipinto fu restituito allo Stato Pontificio e collocato nel 1818 nelle raccolte capitoline ove ancora si trova (ovviamente passando poi in proprietà, con il resto delle opere dei Musei Capitolini, al Comune di Roma).
Già le antiche biografie del Guercino danno conto della grande ammirazione che riscosse la sua santa Petronilla, così come anche ampia parte della critica moderna vede in questo dipinto uno dei capolavori del maestro di Cento.

## Il culto di santa Petronilla

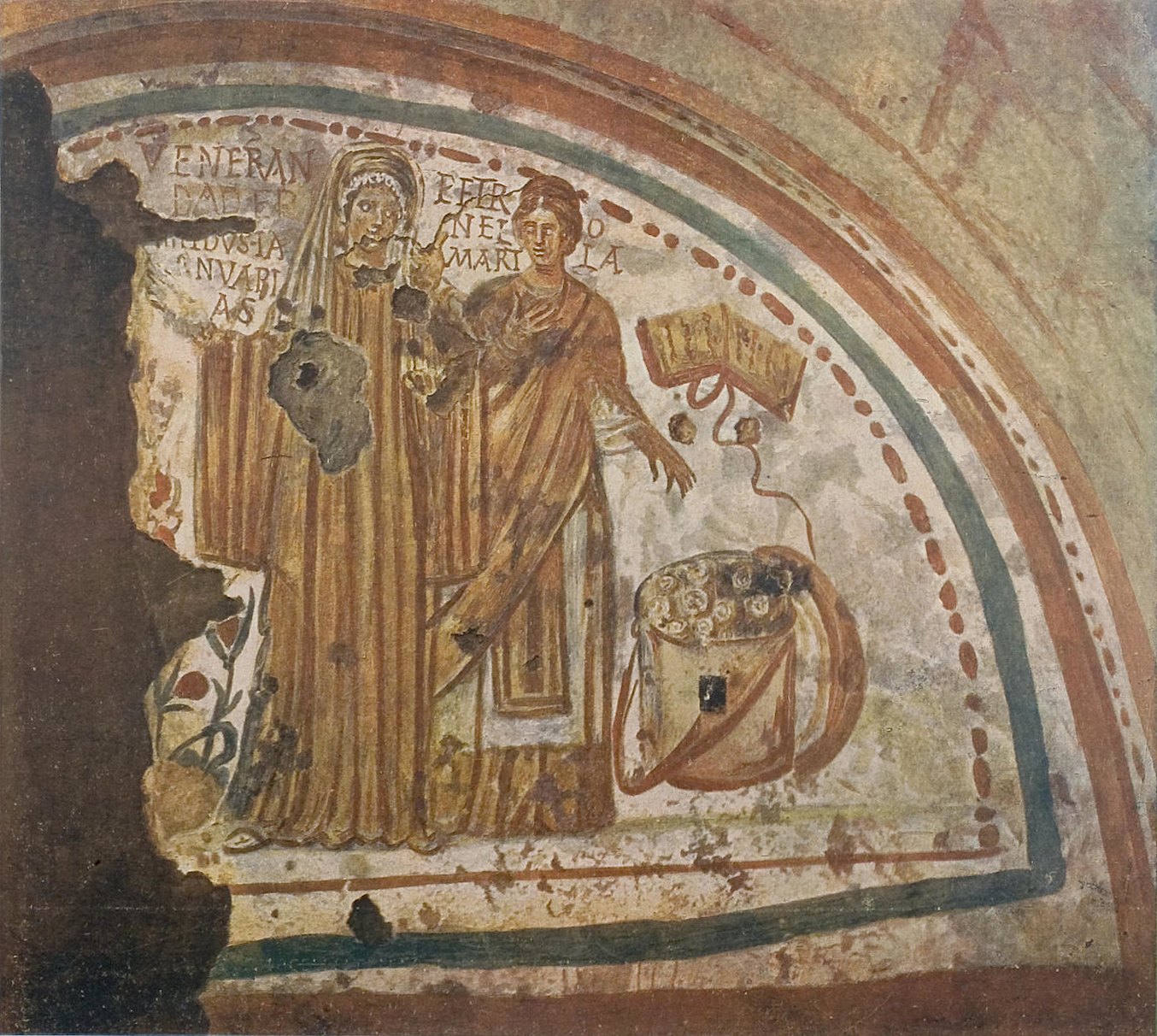
Affresco del IV secolo situato nelle catacombe di Domitilla raffigurante la defunta Veneranda condotta in paradiso da Petronilla

L'esistenza storica di una Petronilla cristiana è certa come dimostrano le testimonianze di una particolare venerazione dedicatele che si trovano nella catacomba di Domitilla ove Petronilla fu sepolta. Priva di ogni fondamento invece è la credenza che questa Petronilla fosse la figlia di san Pietro, come apparve chiaro già a primi eruditi cattolici che sulla scia dei dettami tridentini si dedicarono allo studio delle antiche comunità cristiane e della vita dei primi santi allo scopo di emendarle da leggende e false credenze e ristabilirne la verità storica.
È il caso in primo luogo di Cesare Baronio che - nei suoi Annales Ecclesiastici - tra gli altri argomenti che destituiscono di fondamento l'idea che Petronilla fosse figlia di Pietro rileva che nomi femminili terminanti con questo suffisso (Drusilla, Lucilla ecc.) erano uso romano ad indicare il patronimico della donna (figlia di Druso, figlia di Lucio) e non certo ebraico. Petronilla quindi è piuttosto figlia di tal Petronio, con ogni probabilità una patrizia romana che aveva abbracciato la fede cristiana. Moderne ricerche archeologiche nella catacomba di Domitilla sono giunte alla conclusione che Petronilla sia morta imperante Domiziano, forse durante le persecuzioni anti-cristiane da questi ordinate.
Sia come sia, in epoca tardoantica si diffuse la credenza che Petronilla fosse figlia di san Pietro, probabilmente solo sulla base dell'assonanza tra i due nomi (e peraltro incongruamente perché al limite derivazione di Pietro avrebbe dovuto essere Petrilla e non Petronilla, come notava ancora il Baronio) e come tale fu venerata. Sorsero quindi delle leggendarie agiografie della figlia di Pietro (non prive di discordanze tra fonti diverse) che culminano nella sua morte eroica.
Della bella Petronilla si era ardentemente innamorato un giovane patrizio romano, tale Flacco; la ragazza però voleva serbarsi casta, consacrando la sua verginità al Signore e men che mai sarebbe andata in sposa ad un pagano. Prese così a pregare e digiunare finché la morte non sopraggiunse, conservando in tal modo la sua purezza.
Il culto di Petronilla assunse peculiare pregnanza con la venuta in Italia del re dei Franchi Pipino il Breve, chiamato nella Penisola dal papa Stefano II per combattere i Longobardi.

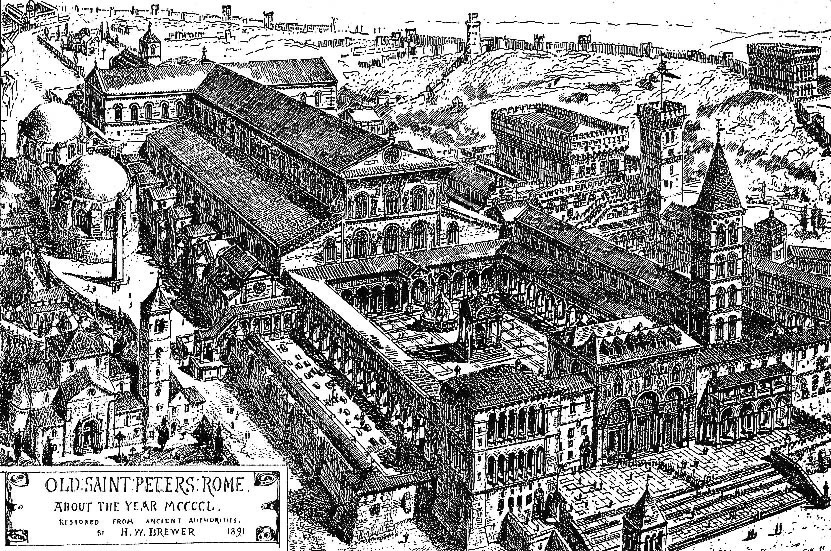
Ricostruzione grafica tardottocentesca della basilica costantiniana di San Pietro. In alto a sinistra nell'immagine si vedono due edifici a pianta circolare annessi alla chiesa: quello più in alto è l'antico mausoleo di Onorio, divenuto poi, con la traslazione delle reliquie della "figlia" di san Pietro, la Rotonda di Santa Petronilla

Quando il vittorioso Pipino si recò a Roma il papa, come onorifica ricompensa, assegnò alla monarchia franca una prestigiosa patrona: per l'appunto santa Petronilla. Il gesto aveva chiaramente anche un alto valore simbolico, suggellando il legame tra i Franchi e il papato: come Petronilla fu figlia di Pietro, il regno dei Franchi lo diveniva della Chiesa romana.
A celebrazione di questo solenne patto si decise di traslare le reliquie di Petronilla dalla catacomba di Domitilla nella basilica di San Pietro, o per meglio dire nel preesistente mausoleo di Onorio, edificio che venne annesso alla antica basilica petrina poi sorta sul Vaticano. Il mausoleo ospitò quindi la cappella dedicata alla figlia del primo degli apostoli assumendo la denominazione di Rotonda di Santa Petronilla, a causa alla pianta circolare dell'antico edificio funerario.
La dedicazione della figlia di san Pietro a protettrice dei re Franchi rimase ferma nei secoli: santa Petronilla venne così costantemente riconosciuta e celebrata quale patrona della monarchia francese e quindi della stessa Francia (che tuttora venera la santa come patrona della Nazione). La Rotonda vaticana divenne quindi - e lo restò per secoli, fino alla sua demolizione dovuta all'integrale rifacimento di San Pietro - la cappella palatina dei re di Francia presso la Santa Sede (Capella Regum Francorum).
Con la demolizione dell'antica basilica di San Pietro venne distrutta anche la Rotonda di Santa Petronilla. Le spoglie della santa furono provvisoriamente ricoverate altrove e poi ricollocate, nel 1606, nella nuova basilica nella mensa dell'altare dedicato a Petronilla. A quest'altare era per l'appunto destinata la pala del Guercino.
La dedicazione di un altare a santa Petronilla anche nella nuova San Pietro è probabilmente da spiegarsi più con motivazioni politiche che devozionali: già da qualche anno il cardinal Baronio aveva sostanzialmente confutato la leggenda di Petronilla figlia di san Pietro, la presenza dell'altare quindi rispondeva piuttosto ad esigenze diplomatiche con la monarchia francese.
Vi è da aggiungere che la plurisecolare presenza delle reliquie di santa Petronilla in Vaticano non impedì il diffondersi in Francia della credenza che esse fossero state trasportate da Roma oltralpe e diverse chiese francesi ne affermarono il possesso.

## Descrizione

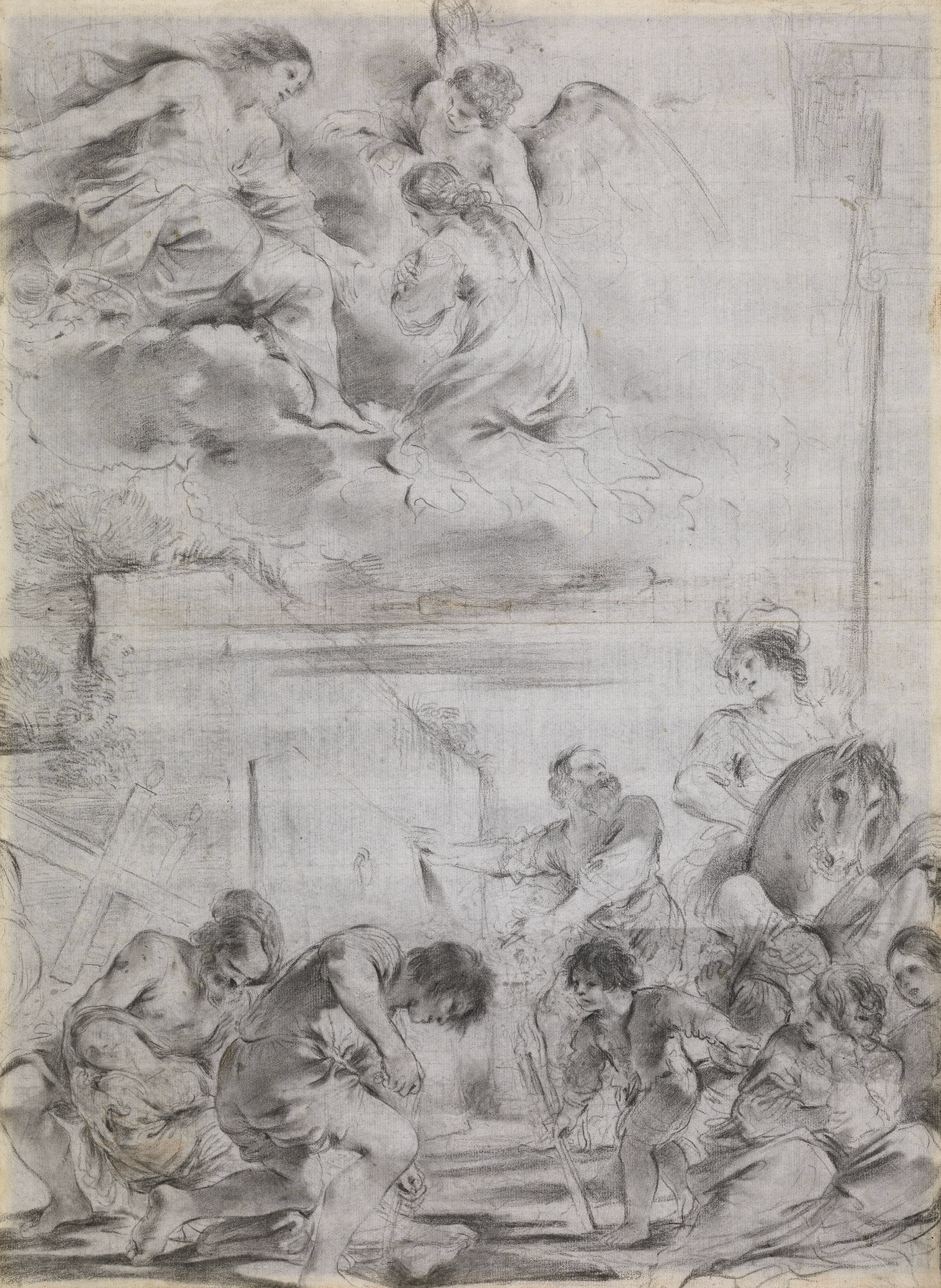
Guercino, Studio di composizione per la Sepoltura e gloria di santa Petronilla, 1621-1622, Windsor Castle, Royal collection

Il dipinto è diviso su due registri: nella parte alta Petronilla, umilmente inginocchiata, è accolta nei cieli da Cristo a sua volta contornato da una schiera angelica. L'elevazione all'empireo della giovane è suggellata dalla sua incoronazione, azione cui si accinge un angioletto che discende sulla destra della pala.
Nella parte bassa della tela, al centro in primissimo piano, vediamo il corpo di Petronilla che sta per essere inumato nel sepolcro (o ne è tirato fuori?) da due necrofori mentre le mani di un terzo becchino spuntano dalla tomba nella quale costui si è calato per sorreggere il cadavere della giovane.
Ai lati dei personaggi centrali si scorge a sinistra un primo gruppo di astanti di cui fanno parte un ragazzo che regge un cero acceso e, più esternamente, due donne piangenti e un bambino che poggia le mani sul catafalco di Petronilla. Un altro gruppo di partecipanti all'evento è raffigurato sulla destra: quasi fuori dalla composizione (ne vediamo solo la testa e una mano indicante verso il centro del dipinto) c'è un uomo in turbante che sembra stia fornendo informazioni su quanto sta accadendo; completano il gruppo di destra un vecchio barbuto e un giovane elegantemente abbigliato secondo la moda contemporanea, che volgono entrambi lo sguardo verso destra, in direzione dell'uomo in turbante che sembra parlare a loro beneficio.
Benché l'episodio terreno sia prevalentemente letto come il funerale di Petronilla celebrato subito dopo la sua morte (quindi staremmo assistendo alla sua inumazione nella catacomba di Domitilla e ci troveremmo nel I secolo) vi è chi ha posto in luce come questo episodio possa essere diversamente interpretato come la riesumazione del cadavere della santa dalla catacomba per traslarne le spoglie in San Pietro (quindi la scena dovrebbe intendersi ambientata nell'VIII secolo).
Il moto dell'azione dei becchini è in effetti ambiguo: stanno calando giù il corpo della ragazza ovvero lo stanno riesumando? Non sembra possibile una risposta univoca ed anzi, il fatto che il terzo necroforo sia immerso nella tomba, potrebbe essere circostanza più consona alla riesumazione di un cadavere che al suo seppellimento. Anche l'ambientazione non è utile a dirimere il dubbio: gli astanti sono astoricamente vestiti in abiti del Seicento secondo una voga pittorica inaugurata dal Caravaggio, consistente per l'appunto nell'inscenare episodi sacri del lontano passato nella realtà contemporanea. Gli sfondi architettonici poi non sembrano alludere ad alcun luogo o tempo precisi, ma sono solo generiche rovine romane.
Naturalmente la scelta per l'una o l'altra delle possibili opzioni interpretative della parte terrena del dipinto influisce sulla sua complessiva lettura ed in particolare sull'identità del giovane dalle vesti signorili e del vecchio barbuto raffigurati sulla parte destra della pala.

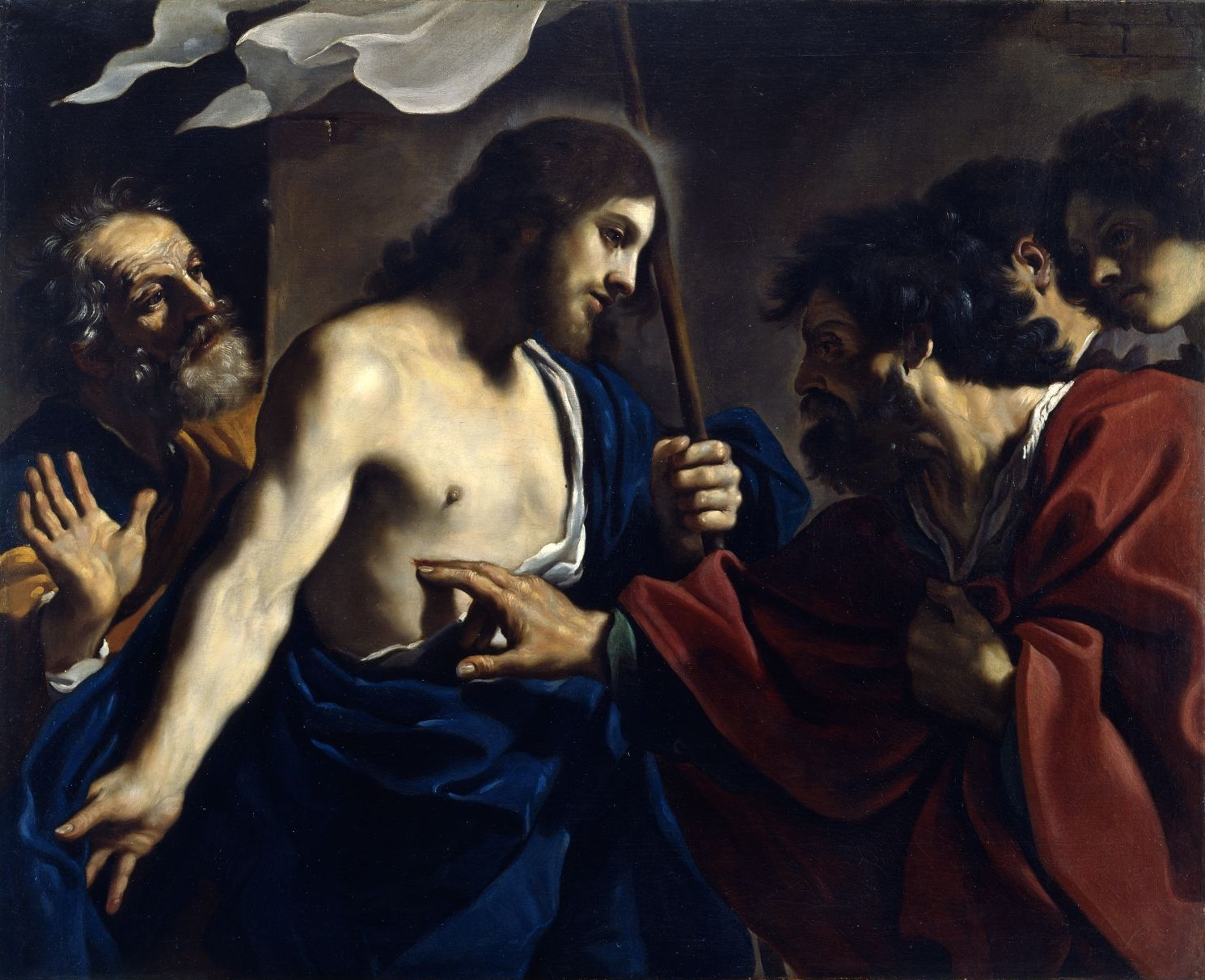
Guercino, Incredulità di san Tommaso, 1621, Pinacoteca Vaticana. La raffigurazione di san Pietro che si vede in questo dipinto, di poco antecedente alla Santa Petronilla, è apparsa accostabile a quella del vecchio barbuto sulla destra della pala dei Musei Capitolini

Se si trattasse della originaria sepoltura di Petronilla i due potrebbero essere verosimilmente individuati nel giovane patrizio romano Flacco, innamorato della giovane - e quindi l'abito ricercato alluderebbe alla condizione gentilizia di costui - e in san Pietro, padre di Petronilla la cui fisionomia in effetti sembra riconducibile al tipo iconografico petrino e corrisponde anche a precedenti dello stesso Guercino. Ovviamente se l'episodio fosse riferito agli eventi dell'VIII secolo la presenza di Flacco e Pietro sarebbe impossibile.
Un primo elemento di risposta si trova forse in uno dei disegni preparatori del dipinto conservato nella Royal Library (l'unico superstite con l'intera composizione). In questo foglio, benché in una disposizione molto diversa da quella poi scelta per la redazione finale, ritroviamo egualmente, sempre sul lato destro, un vecchio barbuto e un giovane di nobile aspetto (questa volta a cavallo). Che il vecchio del foglio sia san Pietro appare fondatamente argomentabile osservando che egli sembra stia indicando verso (o scrivendo su) la lastra tombale di Petronilla. Con ogni probabilità, nello studio in questione, il Guercino si è rifatto al Liber Pontificalis, testo nel quale si afferma che sul sarcofago di Petronilla vi era la seguente iscrizione «AUREA PETRONILLAE FILIAE DULCISSIMAE», che nello stesso manoscritto si attribuisce direttamente alla mano di san Pietro. La presenza di Pietro è naturalmente compatibile solo con l'originario funerale di sua figlia e in questo contesto il giovane cavaliere altri non può ragionevolmente essere che Flacco.

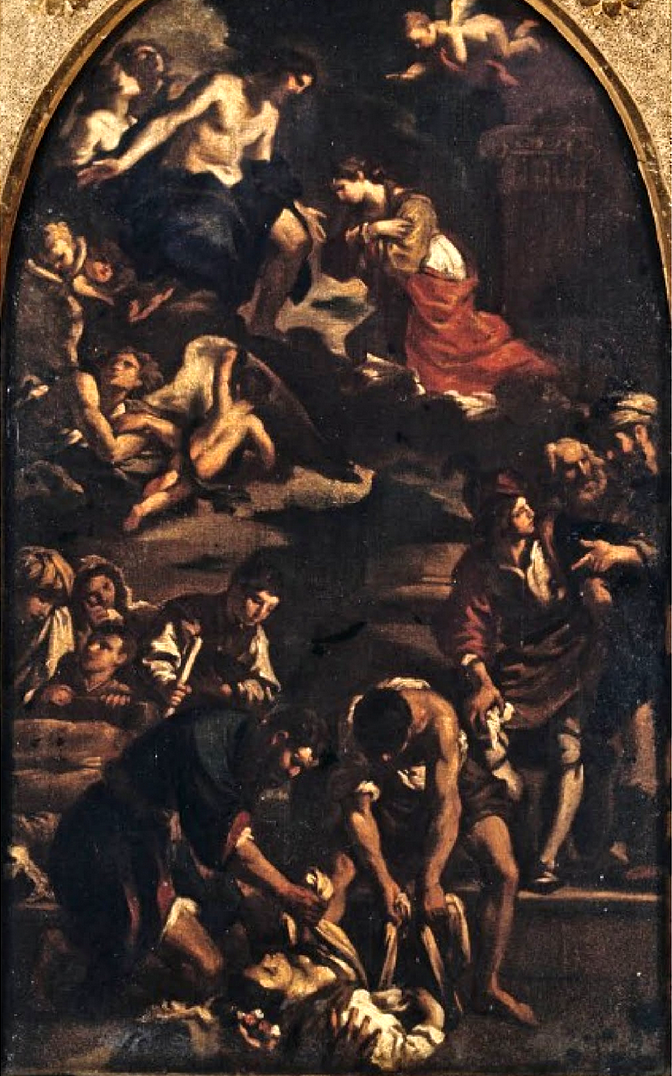
Bottega del Guercino (?), XVII secolo, Roma, Palazzo Barberini

La ricomparsa della coppia giovane nobile/vecchio barbuto nella tela finale, anche se in termini meno caratterizzati di quanto non sia nel foglio inglese, difficilmente può essere spiegata in modo differente: verosimilmente si tratta sempre di Flacco e Pietro e quindi della sepoltura di Petronilla nella catacomba della via Ardeatina.
Vi è da chiedersi tuttavia perché nella versione finale della pala d'altare si sia scelta una soluzione più ambigua, non chiaramente identificabile, al contrario dello studio preparatorio, come il funerale di santa Petronilla.
Una possibile risposta fornita a questo interrogativo è che il dipinto sia volutamente polisenso, raffigurando simultaneamente sia le esequie del primo secolo sia la riesumazione della reliquia di santa Petronilla dell'VIII secolo (e per questo le figure di Pietro e Flacco sarebbero solo ambiguamente evocate: per non impedire allo spettatore di accedere alla seconda e parallela chiave di lettura, quella della riesumazione; chiave in cui le figure del giovane e del vecchio “degradano” a generici astanti come quelli del gruppo di sinistra).
Il primo significato - il funerale - è riconducibile all'agiografia della santa, il cui culmine è proprio la morte per amor della fede. Mentre l'allusione al secondo episodio - la traslazione della reliquia - ha più spiccatamente significato politico, tenendo conto che l'altare di Petronilla della nuova basilica vaticana sostitutiva la distrutta Rotonda onoriana anche come simbolo del legame tra la monarchia di Francia e il papato, legame che ebbe proprio nella traslazione del corpo di Petronilla in Vaticano la sua consacrazione.
Più autori in effetti ritengono che nel dipinto del Guercino vi sia anche un sottotesto politico riferibile ai rapporti tra il papa e la Francia: per alcuni si tratterebbe di un omaggio diplomatico alla corte di Parigi quasi a compensazione della canonizzazione, avvenuta nel 1622, di una serie di illustri santi spagnoli, la nazione arci-nemica della Francia, tra i quali Teresa de Ávila e Ignazio di Loyola; per altri invece il quadro conterrebbe un intento polemico, cioè di richiamo - attraverso la rievocazione dell'allegoria della Francia figlia della Chiesa come Petronilla, per l'appunto patrona della monarchia francese, figlia di san Pietro - ai doveri di questo regno verso la fede cattolica sullo sfondo della Guerra dei Trent'anni, conflitto durante il quale già negli anni venti del Seicento la Francia, in chiave anti-asburgica, aveva preso una posizione favorevole ai contendenti di professione protestante.
Sempre in questo senso il grande risalto che nella composizione è dato nel dipinto alle spoglie di Petronilla (vero e proprio hapax nella pur esigua iconografia sulla santa), raffigurate in primissimo piano e dalle dimensioni colossali, potrebbe essere una rivendicazione del possesso vaticano della prestigiosa reliquia ad implicita e ferma negazione delle credenze diffusesi in Francia circa il trasporto della stessa oltralpe. Negazione la cui implicazione recondita alluderebbe egualmente alla primazia del papa sui successori degli antichi sovrani Franchi.
Resta da chiedersi come tali messaggi potessero giungere alla corte di Francia. In proposito si è osservato che della pala di santa Petronilla esistono anche alcune copie di piccolo formato tra le quali si segnala in particolare una teletta attualmente conservata a Palazzo Barberini, forse realizzata nella bottega dello stesso Guercino, di cui si è supposta la possibile destinazione a Parigi.

## Stile

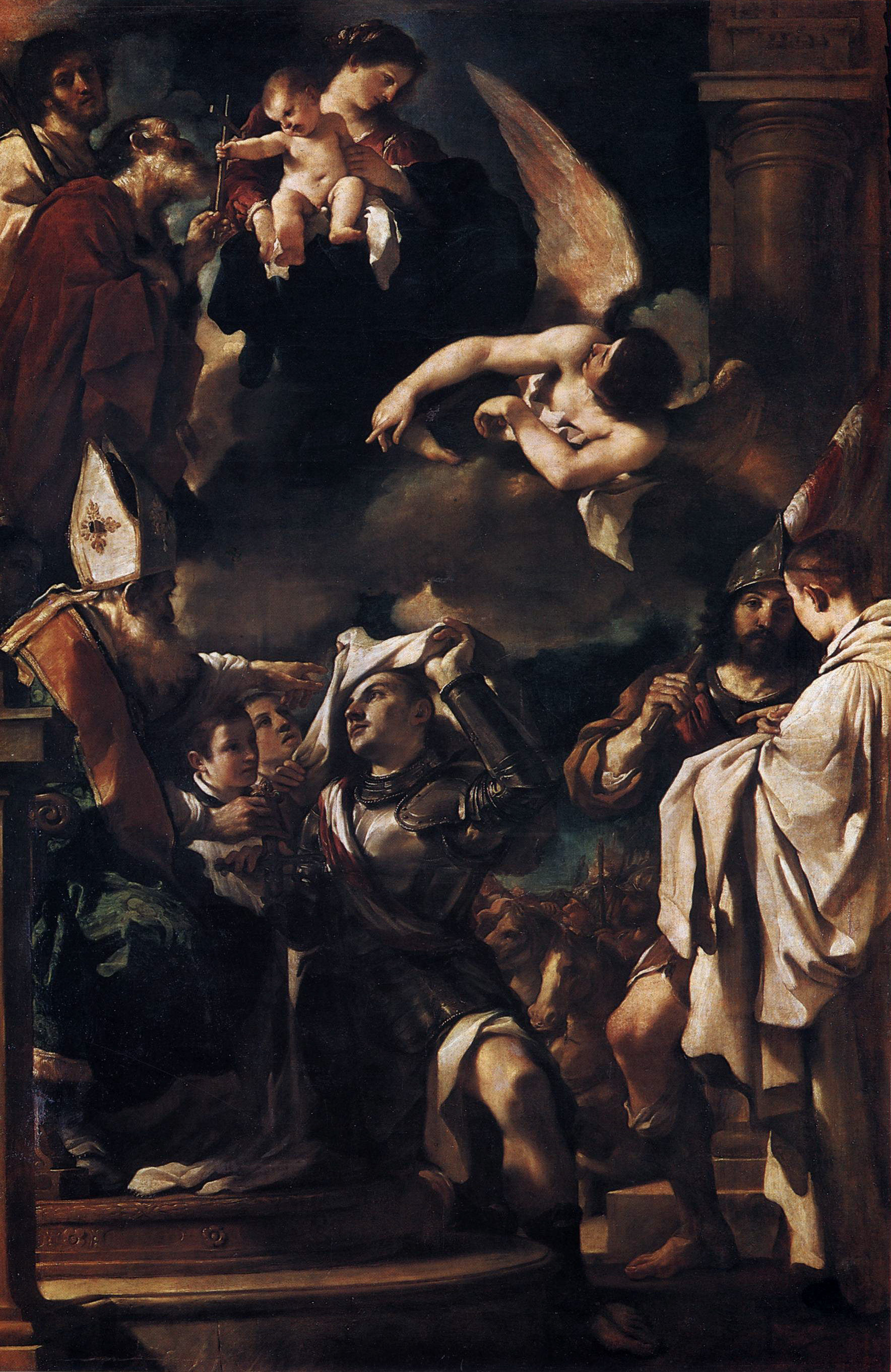
Guercino, Vestizione di san Guglielmo, 1620, Bologna, Pinacoteca Nazionale

Sul piano stilistico la santa Petronilla è ritenuta una chiave di volta della vicenda artistica del Guercino ed in particolare l'episodio inaugurale di quella che a partire dall'abate Lanzi è detta “seconda maniera” del pittore di Cento.
In questa opera infatti Guercino avvia il superamento di quello stille vigorosamente naturalistico - derivato soprattutto dall'influsso di Ludovico Carracci - che ne caratterizza la prima produzione e di cui uno degli esiti più alti si vede nella di poco precedente Vestizione di san Guglielmo di Aquitania (tra i capolavori del primo periodo del Barbieri). Nella santa Petronilla il Guercino si misura per la prima volta con il classico ciò che si riscontra in particolare nella parte alta della tela che è sembrata associabile ai modi del Domenichino.
Nella parte bassa del dipinto, sia pure in termini sensibilmente riveduti, ingentiliti, rispetto alla sua prima maniera, il Guercino mantiene un registro naturalistico che già Roberto Longhi metteva in relazione ad alcuni precedenti caravaggeschi ed in particolare al Seppellimento di santa Lucia licenziato dal Caravaggio nel 1608. Altra opera del Merisi cui le esequie di santa Petronilla sono associate anche per alcune assonanze compositive è la Deposizione della chiesa Nuova (oggi in Pinacoteca Vaticana).

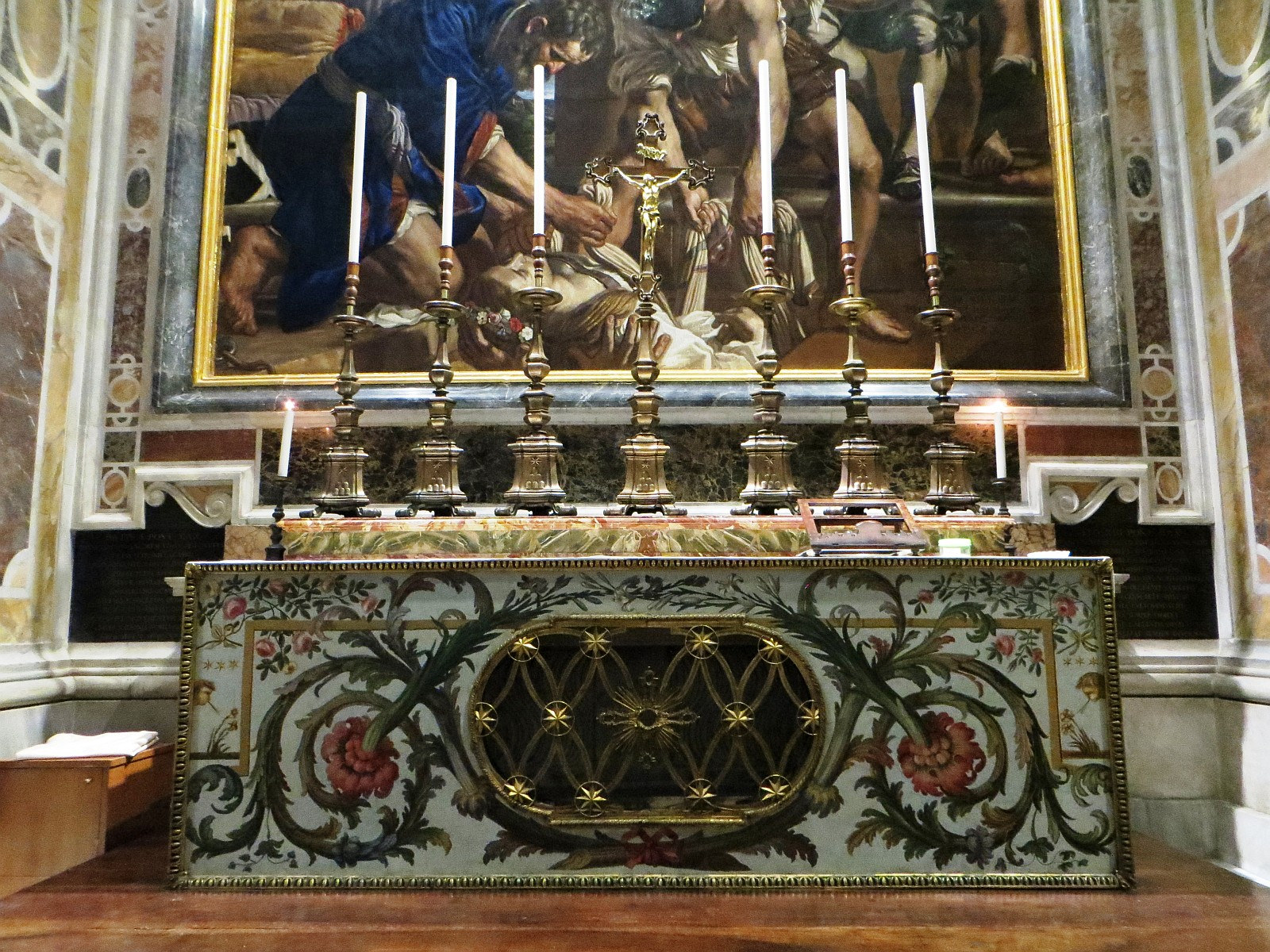
Dettaglio dell'altare di santa Petronilla in San Pietro con la copia settecentesca in mosaico che ha sostituito la pala originale del Guercino. Si osserva l'accorgimento illusionistico del corpo dipinto della santa che “entra” nel vero sepolcro che ne contiene le reliquie

Il trattamento della luce a sua volta è molto diverso rispetto alle raffigurazioni del passato, con l'utilizzo di un chiaroscuro assai meno marcato di quanto non si osservi nella produzione precedente che lascia emergere i colori brillanti utilizzati per la stesura del dipinto, tra i quali spicca il lapislazzuli del cielo sullo sfondo.
Ci si chiede cosa abbia indotto Guercino ad una così netta virata stilistica. Una prima ipotesi fa dipendere questa scelta dalla necessità di adeguare lo stile alla particolare solennità del luogo di destinazione della pala d'altare cui potrebbe essere apparso poco consono il pronunciato naturalismo della prima maniera del centese.
Altra spiegazione, sostenuta in particolare da Denis Mahon, è che a spingere Guercino verso soluzioni classiciste sia stata la conoscenza fatta a Roma dal pittore di Giovanni Battista Agucchi, prelato bolognese chiamato dal papa Ludovisi ad importanti incarichi nella curia pontificia. L'Agucchi, infatti, amico di Annibale Carracci e mentore del Domenichino, fu anche un rilevante esperto e appassionato d'arte, tra i primi teorizzatori del bello ideale, le cui idee ebbero grande influsso sulla pittura secentesca.
Si può osservare infine come nella realizzazione della pala di santa Petronilla Guercino abbia illusionisticamente cercato di eliminare il diaframma tra finzione pittorica e spazio reale. Il corpo semisepolto della santa, infatti, si proietta verso il vero sepolcro - situato nell'altare - in cui le spoglie di Petronilla erano state tumulate diciassette anni prima della messa in opera della grande tela (aspetto che può essere adesso colto osservando la copia in mosaico che ha sostituito l'originale del Guercino quando il quadro fu spostato da San Pietro).